# 曾唯
曾唯（1415年—？），字子一，江西吉安府廬陵縣人，民籍，明朝政治人物。進士出身。

## 生平
江西鄉試第一百五名。景泰五年（1454年）甲戌科會試第二百二十三名，殿試登進士第二甲第七十一名。

## 家族
曾祖曾如魯。祖父曾仲奇。父亲曾沂。